# Huntingtower Castle

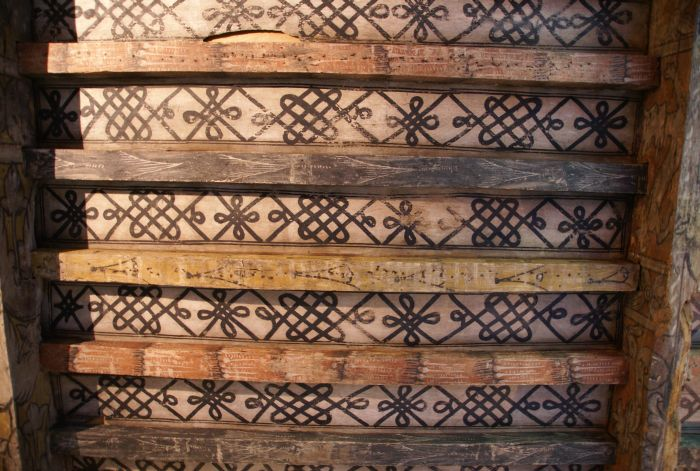
Schilderingen van rond 1540 op het plafond in de oostelijke woontoren.

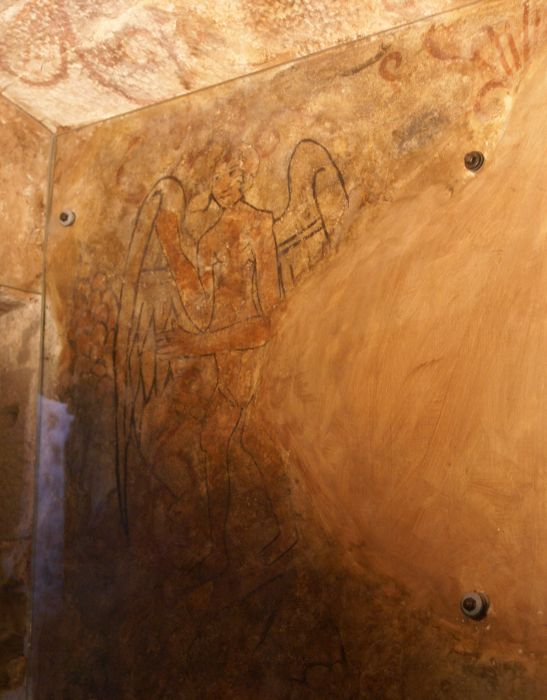
Muurschilderingen van rond 1540 in de oostelijke woontoren.

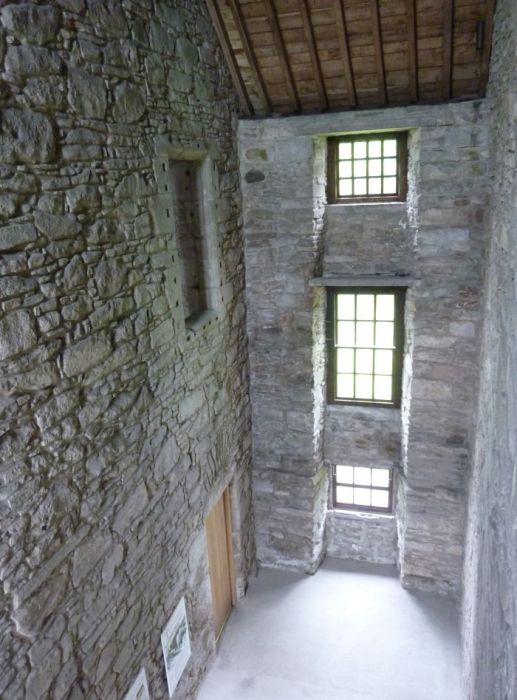
De ruimte tussen de twee woontorens, welke aangeduid wordt met Maiden's Leap.

Huntingtower Castle, ook Castle Brae en tot 1600 Place of Ruthven en Ruthven Castle genoemd, is een van oorsprong vijftiende-eeuws kasteel, dat in de daarop volgende twee eeuwen meerdere malen aangepast is. Het is gelegen in Huntingtower, vijf kilometer ten noordwesten van Perth in de regio Perth and Kinross in Schotland.

## Geschiedenis
Rond 80 na Chr. bouwde Gnaeus Julius Agricola een aantal kleine forten langs de noordelijke grens van het Romeinse Rijk. In Huntingtower stond destijds een van die forten.
De familie Ruthven vestigde zich in de twaalfde eeuw in Perthshire. Walter Ruthven steunde Robert the Bruce in de Schotse onafhankelijkheidsoorlog. Hij hielp William Wallace bij het beleg van Perth. Verder hielp hij Robert the Bruce bij de inname van Jedburgh Castle in 1314.
De oudste delen van het huidige kasteel werden gebouwd rond 1480. Het is onbekend of de familie Ruthven eerder op dezelfde plaats een kasteel had. Het kasteel bestond aanvankelijk uit twee losse woontorens die drie meter van elkaar afstonden. Het is nog een onopgelost raadsel waarom er twee losse torens gebouwd werden in plaats van één grote woontoren. Mogelijk waren het aparte torens voor de zonen van Sir William Ruthven die in 1480 zijn land onder zijn twee zonen verdeelde. De oostelijke woontoren is de oudste en stamt mogelijk al uit 1460, de westelijke toren werd na 1480 gebouwd.
De kleinzoon van William Ruthven, die ook William Ruthven heette, huwde Janet Halyburton, en erfde via haar ook Dirleton Castle.

### Mary, Queen of Scots
De protestantse Patrick Ruthven was bevriend met Henry Stuart Darnley. In Huntingtower ontving hij hem en zijn echtgenote, Mary, Queen of Scots, tijdens hun huwelijksreis in 1565. Later was hij samen met Darnley betrokken bij de moord op David Rizzio, de secretaris van de koningin. Zijn zoon, William Ruthven, was betrokken bij de gevangenneming van Mary en haar troonsafstand. William was aanwezig bij de kroning van haar zoon, Jacobus VI van Schotland. Onder de regering van Jacobus, kreeg William het beheer over de schatkist. Dezelfde William Ruthven kreeg in 1580 het gebied van Scone Abbey toegewezen en werd de eerste graaf van Gowrie.

### Ruthven Raid
Op 22 augustus 1582 overnachtte Jacobus VI op zestienjarige leeftijd een nacht in Huntingtower, aansluitend op een jachtpartij. William Ruthven maakte van deze gelegenheid gebruik om de koning te gijzelen. De gijzeling duurde tot juli 1583. Tijdens deze periode werd de macht van katholieke politici ernstig beperkt. Nadat de koning weer vrij was, kreeg William aanvankelijk gratie, maar nadat hij weer betrokken was bij een complot werd hij gevangengenomen en in 1584 geëxecuteerd. Zijn eigendommen werden door de kroon in beslag genomen.

### Gowrie Conspiracy
De zoon van William Ruthven kreeg in 1586 van Jacobus VI de goederen en titels van zijn vader terug. Hij overleed echter enkele jaren later en werd opgevolgd door zijn broer John Ruthven. Op 5 augustus 1600 bezocht Jacobus VI deze John Ruthven en zijn broer Alexander Ruthven in Gowrie House. John had de koning verteld dat hij daar een katholieke verrader had gevangengenomen. Onbekend is wat er toen precies gebeurde. Volgens Jacobus VI probeerde John en zijn broer hem gevangen te nemen, waarop een gevecht ontstond waarbij de broers gedood werden. Volgens andere overleveringen was het een doelbewuste actie van de koning om de broers te doden (hij was John namelijk een groot bedrag schuldig) en weer anderen zeggen dat het een gevecht zonder duidelijk aanleiding betrof, waarbij de broers ongelukkigerwijs omkwamen. In ieder geval werd de naam Ruthven in het vervolg verboden en alle familieleden mochten geen belangrijke functies meer hebben. De Place of Ruthven (Plaats van Ruthven) werd hernoemd tot Huntingtower Castle.

### Vanaf 1600
Het kasteel werd koninklijk bezit en werd later aan de graaf van Tullibardine gegeven. Via overerving kwam het kasteel in handen van de familie Murray. George Murray was een van de bevelhebbers van het Jacobitische leger van Bonnie Prince Charles bij de Slag bij Culloden. Na deze nederlaag van de Jacobieten, vluchtte George Murray naar Nederland en overleed daar in 1760. In de negentiende eeuw werd het kasteel enkele malen verkocht en werd uiteindelijk in 1912 in staatsbeheer gegeven.

## Bouw
Huntingtower werd gebouwd als twee losse woontorens, die pas aan het einde van de zeventiende eeuw met elkaar verbonden werden. De oostelijke toren heeft een rechthoekige plattegrond en telt vier niveaus. In deze toren zijn er beschilderingen van de plafonds en muren bewaard gebleven, die stammen uit de periode van rond 1540. De westelijke toren heeft een L-vormige plattegrond. Deze toren is groter ten opzichte van de oostelijke toren. Ook in de westelijke toren is op sommige plaatsen nog de oorspronkelijke beschildering bewaard gebleven op de muren.

## Overlevering
De ruimte tussen de twee woontorens wordt de Maiden's Leap ("Sprong van de Jonkvrouw") genoemd. Het verhaal gaat dat Dorothea Ruthven, dochter van de eerste graaf van Gowrie, verliefd was op John Wemyss. Tijdens een bezoek van John, kreeg hij een kamer in de andere toren. 's Avonds bezocht ze hem in het geheim, maar haar moeder kreeg dit te horen en ging ook naar de kamer van John. Toen Dorothea haar moeder hoorde naderen, ging ze snel naar het dak en sprong over de afstand van 2,7 meter terug naar haar eigen woontoren. Haar moeder trof haar uiteraard niet aan bij John en ging naar de kamer van Dorothea. Die deed daar alsof ze sliep, waardoor haar moeder het niet te weten kwam dat ze wel bij John was geweest. John en Dorothea huwden uiteindelijk.

## Beheer
Huntingtower Castle wordt beheerd door Historic Environment Scotland.